# Alcolea de Cinca
Alcolea de Cinca è un comune spagnolo di 1 250 abitanti situato nella comunità autonoma dell'Aragona.
Qua nacque il calciatore Antonio Abenoza.